# Liste der Kulturdenkmäler in Martinsthal
Die folgende Liste enthält die in der Denkmaltopographie ausgewiesenen Kulturdenkmäler auf dem Gebiet des Ortsteils Martinsthal der  Stadt Eltville am Rhein, Rheingau-Taunus-Kreis, Hessen.
Hinweis: Die Reihenfolge der Denkmäler in dieser Liste orientiert sich an der Anschrift, alternativ ist sie auch nach der Bezeichnung, der vom Landesamt für Denkmalpflege vergebenen Nummer oder der Bauzeit sortierbar.
Kulturdenkmäler werden fortlaufend im Denkmalverzeichnis des Landes Hessen durch das Landesamt für Denkmalpflege Hessen auf Basis des Hessischen Denkmalschutzgesetzes (HDSchG) geführt. Die Schutzwürdigkeit eines Kulturdenkmals hängt nicht von der Eintragung in das Denkmalverzeichnis des Landes Hessen oder der Veröffentlichung in der Denkmaltopographie ab.

## Liste
| Bild                                              | Bezeichnung                                         | Lage | Beschreibung | Bauzeit        | Objekt-Nr. |
| ------------------------------------------------- | --------------------------------------------------- | --- | --- | -------------- | ---------- |
| Bild gesucht BW                                   | Gesamtanlage Hauptstraße Martinsthal                | Martinsthal Lage                                                                                            | |                | 119024 DDB |
| Bild gesucht BW                                   | Brücke über die Walluf                              | Martinsthal, Hauptstraße (L 3036) LageFlur: 6, Flurstück: 156/3                                             | | 18./19. Jh.    | 119097 DDB |
| Bild gesucht BW                                   |                                                     | Martinsthal, Hauptstraße 1/3 LageFlur: 6, Flurstück: 26/2                                                   | Kleinere Hofreite | 17./18. Jh.    | 118906 DDB |
| Bild gesucht BW                                   | Gasthaus zur Post                                   | Martinsthal, Hauptstraße 2/4 LageFlur: 6, Flurstück: 112/1                                                  | Gasthaus mit Saalbau von 1903 | 19. Jh.        | 118907 DDB |
| Bild gesucht BW                                   | Weingut Diefenhardt                                 | Martinsthal, Hauptstraße 9/11 LageFlur: 6, Flurstück: 33/1                                                  | Hofanlage mit Wohn- und Wirtschaftsgebäuden | Um 1900        | 118908 DDB |
| Bild gesucht BW                                   | Weingut Klein                                       | Martinsthal, Hauptstraße 17 LageFlur: 6, Flurstück: 46/1                                                    | Traufständiges Fachwerkhaus, verputzt | Um 1580        | 118909 DDB |
|                                                   |                                                     | Martinsthal, Hauptstraße 24 LageFlur: 6, Flurstück: 55/5, 55/6                                              | Fachwerkwohnhaus | Bauantrag 1894 | 118910 DDB |
| Bild gesucht BW                                   |                                                     | Martinsthal, Hauptstraße 25 LageFlur: 6, Flurstück: 43/1                                                    | Wohnhaus | Um 1800        | 118911 DDB |
| Bild gesucht BW                                   |                                                     | Martinsthal, Hauptstraße 35 LageFlur: 5, Flurstück: 48/3                                                    | Hofreite | Spätes 18. Jh. | 118913 DDB |
| Bild gesucht BW                                   |                                                     | Martinsthal, Hauptstraße 37 LageFlur: 5, Flurstück: 47/1                                                    | Traufständiges Gebäude, verputzt | 1695           | 118914 DDB |
| Ehem. Bahnhof der Kleinbahn Eltville-Schlangenbad | Ehem. Bahnhof der Kleinbahn Eltville-Schlangenbad   | Martinsthal, Hauptstraße 38 LageFlur: 5, Flurstück: 198/62                                                  | Wartehäuschen der Kleinbahn Eltville-Schlangenbad | Um 1895        | 118915 DDB |
| Bild gesucht BW                                   |                                                     | Martinsthal, Hauptstraße 42 LageFlur: 5, Flurstück: 66/1                                                    | Wohnhaus | 1698           | 118916 DDB |
| Bild gesucht BW                                   |                                                     | Martinsthal, Hauptstraße 45 LageFlur: 5, Flurstück: 25/2                                                    | Wohnhaus | 16./17. Jh.    | 118917 DDB |
| Bild gesucht BW                                   | Friedhofskreuz                                      | Martinsthal, Hundsbuckel (auf dem Friedhof) LageFlur: 30, Flurstück: 97/3                                   | | 19. Jh.        | 118923 DDB |
| Grabmal Grainger                                  | Grabmal Grainger                                    | Martinsthal, Hundsbuckel (auf dem Friedhof) LageFlur: 30, Flurstück: 97/3                                   | Grabmal für die aus Irland stammende Anna Maria Grainger (1814–1897) und ihre Tochter Johanna Philomena Grainger (1847–1904). Kloster Tiefenthal befand sich seit 1881 im Besitz der beiden Frauen, die das Kloster nach ihrem Tod den Armen Dienstmägden Jesu Christi vermachten. | Um 1900        | 118923 DDB |
| Wegekreuz                                         | Wegekreuz                                           | Martinsthal, Im Kleimettal 2 LageFlur: 6, Flurstück: 398/7                                                  | | 1904           | 119011 DDB |
| weitere Bilder                                    | Alte kath. Pfarrkirche St. Sebastian und Laurentius | Martinsthal, Kirchstraße 25 LageFlur: 6, Flurstück: 53                                                      | | Um 1402–1429   | 118918 DDB |
| Bild gesucht BW                                   | Denkmalbrunnen                                      | Martinsthal, Kirchstraße 25 LageFlur: 6, Flurstück: 53                                                      | Denkmal für die Gefallenen beider Weltkriege | 1964           | 118919 DDB |
| Bild gesucht BW                                   | Kelterhaus                                          | Martinsthal, Kirchstraße 41 LageFlur: 5, Flurstück: 60                                                      | Giebelständige Fachwerkscheune | 17./18. Jh.    | 118920 DDB |
| Bild gesucht BW                                   |                                                     | Martinsthal, Rothecker Straße 5 LageFlur: 6, Flurstück: 291/85                                              | Giebelständiges Wohnhaus | 1575           | 118921 DDB |
| weitere Bilder                                    | Gasthaus zur Krone                                  | Martinsthal, Schiersteiner Straße 6 LageFlur: 6, Flurstück: 248/43                                          | repräsentatives Fachwerkhaus, ursprünglich Rathaus der Gemeinde | Um 1582/83     | 118912 DDB |
| weitere Bilder                                    | Winzerhalle                                         | Martinsthal, Schiersteiner Straße 31 LageFlur: 4, Flurstück: 172/1                                          | Giebelständiger Backsteinbau | 1906           | 118922 DDB |
| Bild gesucht BW                                   | Reste des Gebücks                                   | Martinsthal, (Außerhalb) – Die Walluf, Im Wiesenrech, Im Gebück, Auf der Rinn LageFlur: 3, 4, 5, Flurstück: | |                | 119103 DDB |
| Bild gesucht BW                                   | Weinbergshäuschen                                   | Martinsthal, (Außerhalb) – Steinberg LageFlur: 4, Flurstück: 268/1                                          | Quadratischer Putzbau mit flachem Satteldach |                | 118905 DDB |
| weitere Bilder                                    | Rödchen-Kapelle                                     | Martinsthal, (Außerhalb) – Unterer Geisbergweg LageFlur: 2, Flurstück: 331                                  | | Verm. 19. Jh.  | 118903 DDB |
| weitere Bilder                                    | Lourdes-Madonna                                     | Martinsthal, (Außerhalb) – Zimmersheck LageFlur: 4, Flurstück: 779/402                                      | | 1902           | 119114 DDB |